# Auetal
Auetal é um município da Alemanha localizado no distrito de Schaumburg, estado da Baixa Saxônia.